# Žabohlavcovití

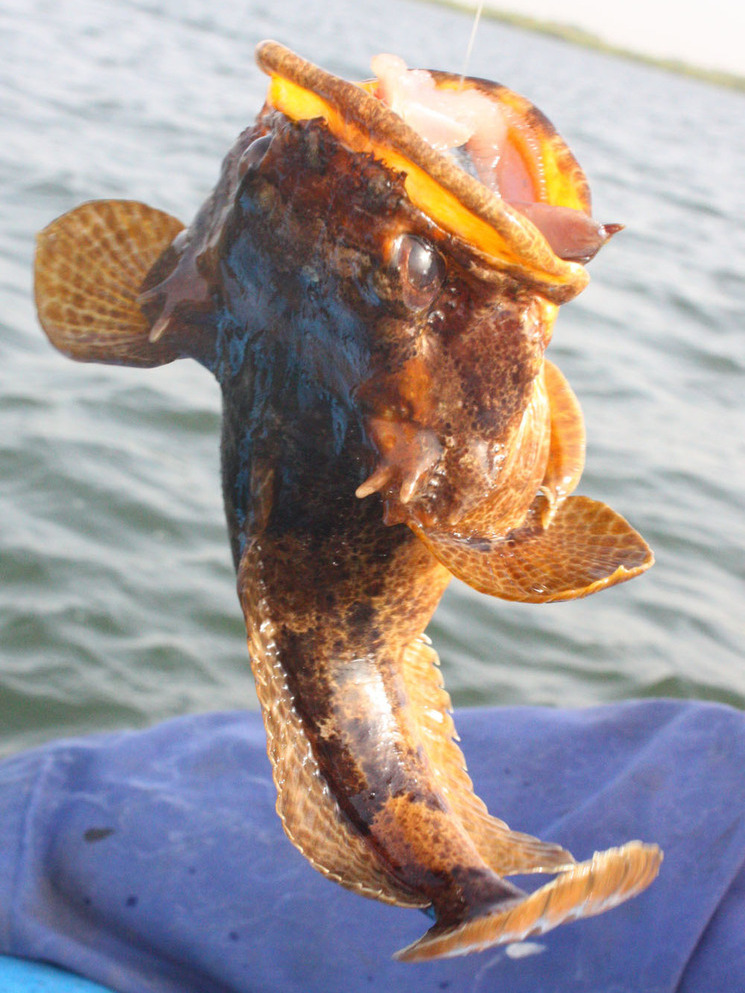
Tento na udici ulovený žabohlavec východoatlantský (Halobatrachus didactylus) předvádí svou širokou, částečně vychlípitelnou tlamu, vějířovité prsní ploutve a dlouhou hřbetní a řitní ploutev

Žabohlavcovití (Batrachoidae) jsou jedinou čeledí řádu žabohlaví (Batrachoidiformes), který zahrnuje bentické mořské paprskoploutvé ryby, jejichž loveckou strategií je nehybné číhání na kořist plující kolem. Proto jsou dobře maskovány, oči mají posunuty vysoko nahoru a mají širokou hlavu i tlamu vybavenou zřetelnými zuby. Přední hřbetní ploutev je tvořena několika (2–3) pevnými ostny, zadní hřbetní a řitní ploutev mají relativně dlouhou základnu. Ostny jsou u žabohlavců podčeledi Thalassophryninae vybaveny jedovými žlázami stejně jako trny na skřelích. Poranění o ostny jsou díky jedu velmi bolestivá. Břišní ploutve jsou daleko vpředu na hrdle. Tělo je buď lysé nebo pokryté drobnými cykloidními šupinami, jen do několika desítek cm dlouhé (maximální délka je kolem půl metru).
Jednou ze zvláštností žabohlavců je přítomnost pouze tří párů funkčních žaberních oblouků (namísto obvyklých pěti). Jejich další neobvyklou vlastností je schopnost vyluzovat dobře slyšitelné bručivé, vrčivé nebo až hvízdavé zvuky za pomoci plynového měchýře, jehož úzkou střední částí je specializovanými svaly proháněn plyn. Zvuky slouží jednak jako varovné signály, jednak k vábení partnerů. Jikry žabohlavců jsou velké (kolem 0,5 cm v průměru) a na straně, jíž se přichytávají k podkladu, jsou lepkavé. Žabohlavci je nejčastěji kladou do skrýší střežených poté samcem. Ten hlídá i plůdek, který je velkým žloutkovým vakem stále přilepen k substrátu. Žabohlavci rodu Porichthys jsou vybaveni řadami drobných výkonných fotoforů (světélkujících orgánů).
Žabohlavci jsou rozšířeni hlavně v mělkých teplých vodách s bahnitým nebo písčitým dnem kolem Ameriky, menší počet druhů se vyskytuje i kolem dalších kontinentů – najdeme je v mořích Atlantského, Tichého i Indického oceánu. Tři jihoamerické druhy jsou sladkovodní. Celkem je známo přes 80 druhů žabohlavců ve více než 20 rodech a 4 podčeledích. Mohou být loveni pro chutné maso.
Fylogeneticky jsou žabohlavci izolovanou relativně bazální linií v rámci početné skupiny Percomorpha (bazálnější postavení v této skupině má pouze řád hrujovci). Vzhledem a způsobem života (včetně jedovatosti) silně připomínají ostnatce či ropušnice (jde o ukázku konvergentního vývoje). 

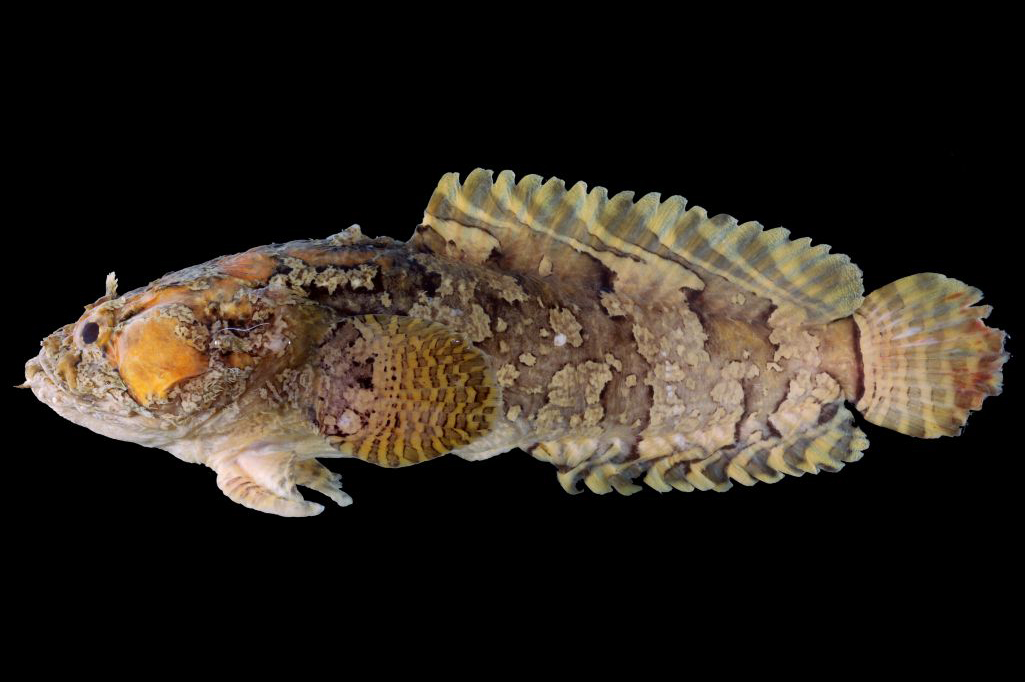
Asijský žabohlavec Batrachomoeus trispinosus
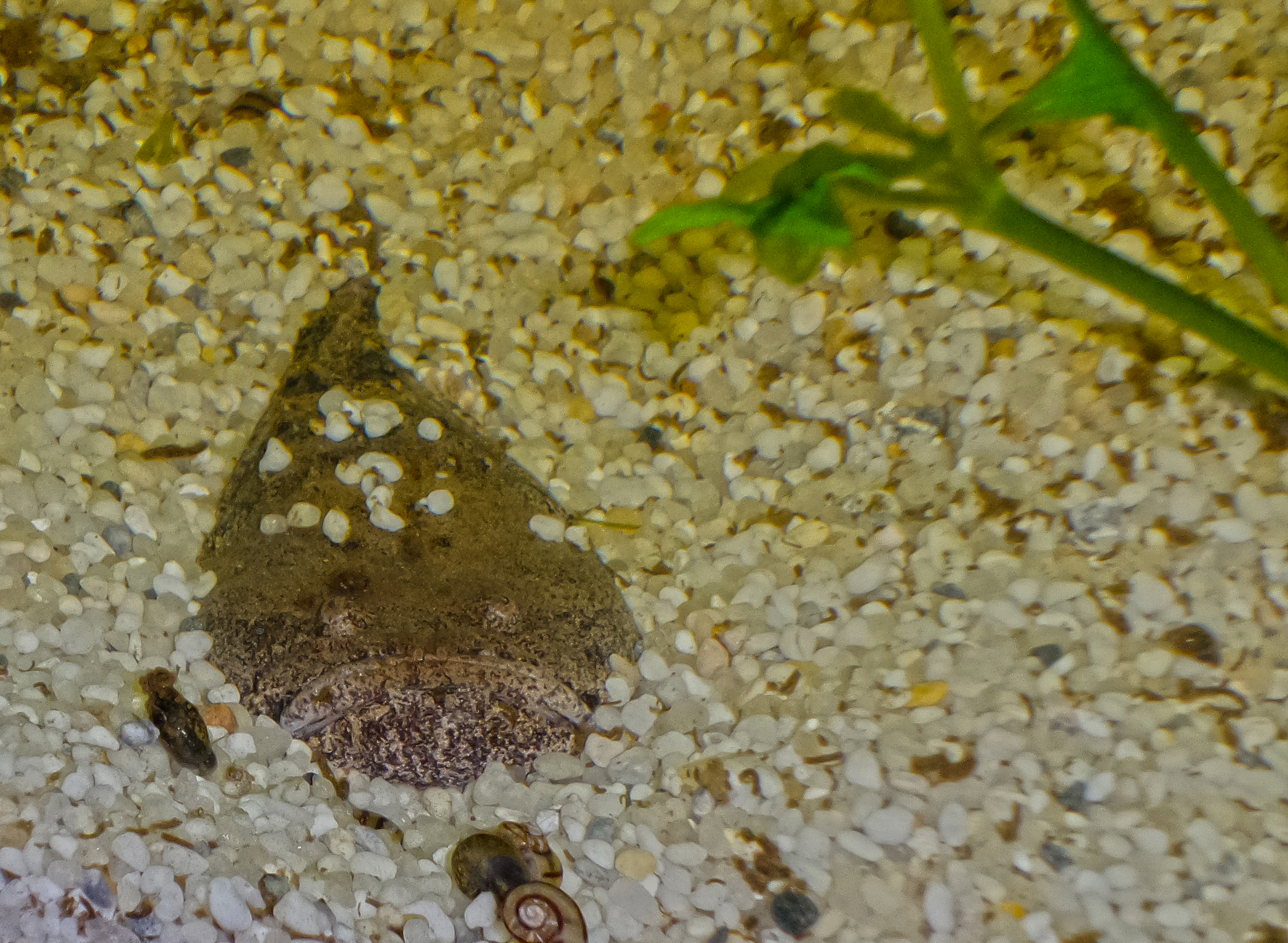
Sladkovodní žabohlavec amazonský (Thalassophryne amazonica) zahrabaný v akvarijním substrátu
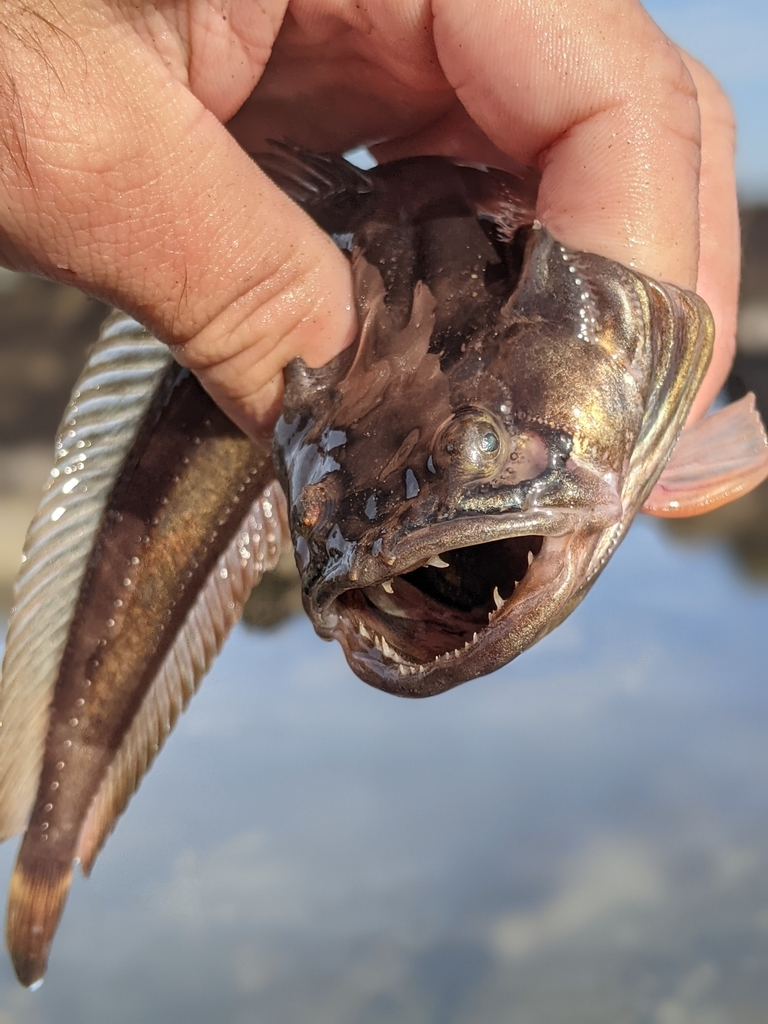
Žabohlavec svítivý (Porichthys notatus) s patrnými zuby a fotofory za hlavou i na ocase